# Combate de San Jerónimo
El Combate de san Jerónimo fue un enfrentamiento ocurrido los días 9, 10 y 11 de abril de 1881, entre las guerrillas peruanas comandadas por el coronel José Agustín Bedoya que defendían la entrada al pueblo de San Jerónimo en la sierra de Lima y las tropas chilenas de ocupación dirigidas por el comandante José Miguel Alcérreca. Fue el primer enfrentamiento de la Campaña de la Breña, durante la Guerra del Pacífico.

## Antecedentes
Tras la ocupación de Lima y repuesto de la herida que sufriera en la batalla de Miraflores, el coronel Andrés Avelino Cáceres se dirige a la sierra para organizar la resistencia contra el ejército invasor. Cáceres, quien era quechuablante, organizó la defensa entre la población civil de la sierra central, los coroneles Gregorio Albarracín y el cubano Juan Pacheco de Céspedes en la sierra sur, y el coronel Miguel Iglesias en la sierra norte. 
En abril de 1881, Pedro Lagos, nombrado gobernador militar de la capital peruana, envía al Comandante José Miguel Alcérreca, al mando de una fuerza compuesta por tropas del Carabineros de Yungay y del Buin a la sierra de Lima con la orden de batir a las montoneras que se comenzaban a organizarse en la zona con los pobladores y algunos soldados dispersos que tras las batallas de San Juan y Miraflores "resueltos a jugarse el todo por el todo, se habían internado hacia las gargantas escarpadísimas del interior" según informó un corresponsal chileno de la expedición.

## El combate
En el caserío de San Jerónimo, cerca a Santa Eulalia, en la provincia de Huarochirí, se inicia la campaña de la Breña con las fuerzas dirigidas por el coronel José Agustín Bedoya que se enfrentan a las fuerzas de Alcérreca quien pretendió tomar el pueblo frontalmente pero fue rechazado por los montoneros parapetados tras unas pircas en la garganta que se ubica a la entrada de la población, los que con fuego de fusilería y deslizamiento de galgas ocasionan a la columna chilena 3 muertos y 6 heridos comunicando por telégrafo Alcérreca que "Hoy (9 de abril) por ser un poco tarde no intento nuevamente entrar al pueblo, por otro camino que me dicen es más accesible."
El día 10 de abril el mayor Cámus refuerza a Alcérreca con 100 soldados despachados por tren a Chosica adonde llegan además 8 heridos del combate que se libraba en San Jerónimo. El día 11 de abril a las 7:20 de la noche el comandante Alcérreca "Pide con urgencia 75 hombres" los que marchan inmediatamente por orden del jefe de Estado Mayor, el coronel Adolfo Silva Vergara, quien solicita asimismo información "sobre la situación de nuestras tropas y las enemigas" obteniendo respuesta a las 8:45 de ese mismo día donde se le comunica que la población ha sido finalmente tomada habiendo tenido la columna chilena tres nuevas bajas y los montoneros peruanos "muchos muertos, al decir de los soldados". Poco después Alcérraca informa que "el pueblo de San Jerónimo esta en nuestro poder y los montoneros parece que se han retirado"

El Buin volvió a tomar los cerros, y a las cuatro de la tarde entraba a San Jerónimo, noticia que llegó al campamento por la luz del incendio de la población. A las ocho de al noche, treinta carabineros, atravesando la rápida corriente del Rimac, transportaron a la grupa a la ribera opuesta otros tantos soldados de infantería que flanquearon la posición enemiga por el lado derecho. Una nueva llamarada comunicaba que el pueblo de Cayaguanca había sido ocupado a su vez (...) En torno a San Jerónimo hay cuatro poblaciones: Chacle, Cayata, Quiromarca y Quilmachai (...) Hacia todos esos puntos se dispersaron los montoneros, que todos son vecinos o compadres de estos lugares.
corresponsal del Boletín de la Guerra del Pacífico

Ante este situación el coronel Silva ordenó arrasar el pueblo y retirarse a Chosica. El 12 de abril, a las 3 de la tarde, las fuerzas chilenas se abandonan el lugar "después de haber castigado a los habitantes de San Jerónimo, Cayagance, Santa Eulalia y todo el valle que hay entre esos pueblos debidamente" según informó Alcérreca.